# Unhão
Unhão is een plaats (freguesia) in de Portugese gemeente Felgueiras en telt 866 inwoners (2001).